# Changlong, Fujian
Changlong (kinesiska: 长龙) är en köping i sydöstra Kina. Den ligger i Lianjiang härad i provinshuvudstaden Fuzhou i provinsen Fujian omkring 38 kilometer nordost om centrala Fuzhou. Antalet invånare är 9 143. Befolkningen består av 4 406 kvinnor och 4 737 män. Barn under 15 år utgör 15,0 %, vuxna 15-64 år 73 %, och äldre över 65 år 10,0 %.